# Данелян, Карина Степановна
Карина Степановна Данелян (арм. Կարինա Ստեփանի Դանելյան; настоящее имя: Карине, арм. Կարինե; 16 июля 1981, Ереван, Армянская ССР, СССР) — армянский телеведущая, сценарист, продюсер.

## Биография
Родилась 16 июля 1981 года в Ереване.
В 1998 году окончила Ереванскую среднюю школу № 69 имени Сахарова.
С 1996 по 1998 годы училась в детско-юношеской студии театра «Метро», с 1998 по 2002 годы — в Ереванском государственном институте театра и кино.
В 2002 году работала ведущей на телеканале «Hay TV».
С 2004 по 2005 годы работала на телеканале «TV5», где вела программы «Sօuce» и «Утренняя почта».
В 2005 году работала на радиостанции «FM 107», ведя программу «Планета 107», а в 2009 году — программу «Fresh» на радиостанции «Арарат».
С 2007 по 25 июня 2011 годы работала ведущей на компании «Sigma TV».
С 2007 по 2008 годы вела авторскую программу «Сделано в СССР» на «Новом канале», с 2008 по 2011 годы на «Арарате», в 2011 году на «Общественном телевидении Армении», а также цикл передач «Реальное шоу» с участием армянских знаменитостей.
В 2008 году принял участие в музыкальном проекте «Две звезды» Общественного телевидения Армении.
С 2009 по 2012 годы работала на Общественном телевидении Армении, где вела оригинальную программу «Знак качества», затем музыкальные проекты «Две звезды», «Мы и мы», передачи «Сделано в СССР», «Привет, это мы», «Ранним утром».
С 2013 по 2014 годы работала на телеканале «Лайм», где вела оригинальную программу «Love Is», а также была продюсером программы.

## Семья
- Отец: Степан Вазгенович Данелян (родился 4 июня 1955 года)
- Младший брат: Роберт Степанович Данелян (родился 2 октября 1987 года)